# Repiquage
Pour les articles homonymes, voir Repiquage (homonymie).
En cinéma, il n'y a pas seulement le montage de l'image, il y a aussi le montage du son, les deux n'étant pas nécessairement effectués en même temps - contrairement aux caméras Super 8 « sonores » qui enregistrent le son en même temps que l'image, sur une piste magnétique située en bordure du film (les films réalisés ainsi sont projetés sans aucun montage-son).

## Repiquage
Il est indispensable que ces supports, bande son et image, défilent en permanence en parfaite synchronisation, quelles que soient les manœuvres effectuées sur la table de montage (marche avant, marche arrière, etc.) Pour garantir ce synchronisme, la méthode employée consiste à ne manipuler que des bandes perforées, entraînées par des tambours dentés tournant de façon solidaire. En théorie, rien n'oblige à employer des bandes perforées « superposables », c'est-à-dire de même largeur et perforées de la même façon. On pourrait en effet employer une pellicule 35 mm et une bande son de 16 mm, les tambours d'entraînement étant reliés par engrenages. Contrairement à la logique, l'économie faite sur une telle méthode ne l'a pas emporté devant la simplicité d'emploi des bandes superposables.

## La fréquence pilote
Pour garantir la synchronisation, Nagra invente le Neopilot. On enregistre à la prise de vues, à côté du son proprement dit, une « fréquence pilote », c'est-à-dire un signal électrique périodique dont la fréquence est rigoureusement proportionnelle à la vitesse de rotation du moteur de la caméra, donc à la vitesse de défilement du film.
Au repiquage, lorsque l'on reporte sur bande magnétique perforée le son de la bande lisse, on procède en sens inverse.

## Le clap
Pour que le son soit synchrone à l'image, il ne suffit pas que les deux bandes défilent à la même vitesse ; il faut qu'elles démarrent exactement en même temps. Le clap est présenté par le « clapman » devant la caméra pendant qu'il dit à voix haute les indications portées sur le clap, après quoi il claque sèchement la planchette contre le panneau. L'image et le son du claquement sont facilement repérables sur la bande film et sur la bande son, il suffit alors de les amener en même temps sur la table de montage. 